# Félix Benoit
Félix Benoît (Lione, 1917 – 1995) è stato uno storico francese.

## Biografia
Félix Benoît scrisse numerose opere sulla storia di Lione.
Di carattere conviviale e brillante, fondò la Repubblica dell'Île Barbe (un'isola della Saona nel tratto interno a Lione), della quale si proclamò governatore, e l'Institut des sciences clavologiques (nel V arrondissement di Lione).
Quando nel 1977 si proclamò governatore dell'Île Barbe, Félix Benoît creò anche il Gran collegio di patafisica.
Nel 1950, creò anche l'Ordine del Chiodo, con sede al n. 16 di rue du Bœuf a Lione (Institut des sciences clavologiques).
Quest'associazione riunisce gli appassionati dello humour lionese che praticano la patafisica.
I membri del Chiodo si riuniscono in una cantina della Vieux-Lyon. Uno dei membri di questo ordine fu il poeta suo amico Tristan Maya.
Fu il padre di Bruno Benoit, professore associato di Storia presso l'Istituto di studi politici di Lione e pure lui storico esperto di Lugdunum.

## Opere principali
- Dico illustré des gones
- Notre sagesse lyonnaise
- Proverbes et aphorismes de Lyon et sa région
- Lyon secret
- Beautés de Lyon et du Beaujolais
- L'épuration à travers les âges, prefazione di Edmond Locard, Éd. Archat

## Onorificenze
In suo onore è stata denominata una strada di Lione: il passage Félix Benoit.